# Cosa c'è nella palude?
Cosa c'è nella palude? (Swamp Thing) è una serie televisiva animata prodotta dalla DiC Entertainment, DC Comics e Batfilm Productions e basata sul personaggio di Swamp Thing.

## Personaggi

### Personaggi principali
- Alec Holland/Swamp Thing (Uomo Pianta), doppiato da Len Carlson: Una volta era uno scienziato di nome Alec Holland il cui laboratorio segreto fu distrutto da Arcane e dai suoi scagnozzi, trasformandolo in Swamp Thing. Ora protegge la palude dal male con i suoi poteri soprannaturali sulla natura.
- Anton Arcane, doppiato da Don Francks: Lo scienziato malvagio ossessionato dall'ottenere l'immortalità (e la causa della trasformazione di Swamp Thing) che usa il Geno-fluido della sua camera del trasduttore per trasformare sé stesso e i suoi Un-Men in creature mostruose. Di conseguenza, diventa un mostro aracnide.
- Tomahawk, doppiato da Harvey Atkin: Un alleato nativo americano di Swamp Thing che combatte contro gli Un-Men.
- Bayou Jack, doppiato da Philip Akin: Un veterano del Vietnam afroamericano e alleato di Swamp Thing, che in seguito diventa temporaneamente un quarto Un-Man, metà umano e metà mantide.
- Dr. Deemo, doppiato da Errol Slue: Un medico voodoo simile a un serpente che parla in rime e si trasforma nel mostro Serpent con le zanne.
- Skinman, doppiato da Gordon Masten: Un uomo fragile, simile a uno zombie, che si trasforma nel mostro volante Fangbat.
- Weed Killer, doppiato da Joe Matheson: Un assassino di piante con la pelle verde e una maschera antigas che si trasforma nel mostro simile a una sanguisuga Bogsucker.
- Abigail Arcane, doppiata da Paulina Gillis: La figliastra dello scienziato malvagio Anton Arcane, che spera di aiutare il suo amico Swamp Thing a diventare di nuovo umano.
- Delbert, doppiato da Jonathan Potts: Un ragazzo giovane amico di J.T. e aiutante degli eroi.
- J.T., doppiato da Richard Yearwood: Un ragazzo giovane amico di Delbert e aiutante degli eroi.

### Versione italiana
- Alec Holland/Swamp Thing (Uomo Pianta), doppiato da Antonio Guidi
- Dott. Mortimer, doppiato da Giorgio Melazzi
- Testa Dura, doppiato da Paolo Marchese
- Diserbante, doppiato da Enrico Bertorelli
- Smilzo, doppiato da Antonello Governale

## Episodi
| Stagione       | Episodi | Trasmissione originale | Trasmissione originale |
| Stagione       | Episodi | Prima trasmissione     | Ultima trasmissione    |
| -------------- | ------- | ---------------------- | ---------------------- |
| Prima stagione | 5       | 31 ottobre 1990        | 11 maggio 1991         |

## Produzione
La serie è di breve durata, con l'episodio pilota trasmesso il 31 ottobre 1990 seguito da altri quattro episodi trasmessi settimanalmente dal 20 aprile all'11 maggio 1991. Fu trasmessa su YTV dal 1991 al 1993 in Canada. Prodotta da DIC Animation City, la serie corrispondeva alla collezione di action figure di Swamp Thing di Kenner rilasciata nel 1990. Nonostante la breve durata della serie animata, vari articoli di merchandising furono prodotti nel 1991, risultando nella piattaforma di marketing più significativa mai creata per il personaggio. Questa è l'ultima serie animata della DC Comics a non essere prodotta dalla Warner Bros. Animation.
Anton Arcane assume il ruolo del principale antagonista, responsabile della trasformazione di Alec Holland in Swamp Thing. Arcane è supportato dalla sua banda di Un-Men: Dr. Deemo, Weedkiller e Skinman.
Swamp Thing ha anche due amici chiamati Tomahawk e Bayou Jack. Tomahawk è un nativo americano e non deve essere confuso con il personaggio DC/Vertigo Thomas Hawk, un soldato della Rivoluzione Americana salvato dai nativi americani. Bayou Jack è un veterano del Vietnam.
Simile ai Toxic Crusaders di Troma, lo stile di animazione di Swamp Thing segue la tendenza degli anti-eroi horror e buffi fatti per i bambini. Parodiando "Wild Thing" di Chip Taylor, la sigla iniziale suona "Swamp Thing! ...You are amazing!"
Swamp Thing fu apparentemente rifiutata dalla CBS, portando al suo debutto a metà stagione su FOX. Nonostante il numero limitato di episodi, la NBC la presentò durante "Cartoon Madness" di Chip and Pepper nell'autunno del 1991, e Sci Fi Channel la trasmise in sindacato anni dopo. Anche il Children's Channel del Regno Unito ritrasmise Swamp Thing negli anni '90.
La serie animata andò in onda contemporaneamente a un adattamento live-action del fumetto, I misteri della laguna, che ebbe più successo.

## Home media
L'unico episodio di Swamp Thing disponibile su VHS è "The Un-Men Unleashed". Fu pubblicato per la prima volta da Kenner nel 1992 come collegamento diretto alla linea di action figure; la copertina della custodia prende persino in prestito l'arte della carta della figura Snare Arm Swamp Thing. La seconda pubblicazione di Buena Vista Home Video, con una nuova copertina, fu rilasciata nel 1994.
Sterling Entertainment ha pubblicato Swamp Thing - Guardian of the Earth su VHS e DVD il 31 agosto 2004. La VHS contiene tre episodi della serie, mentre il DVD include tutti e cinque gli episodi della serie.
Nell'agosto 2004 (successivamente ripubblicato nell'agosto 2006), Anchor Bay UK ha rilasciato tutti e cinque gli episodi della serie animata su DVD nel Regno Unito.

## Action figures
Nel 1990, Kenner produsse una linea di action figures di Swamp Thing con veicoli e set di gioco che servivano come diretta controparte della serie animata. Arcane e i suoi Un-Men includono accessori BioMask traslucidi e gommosi che danno l'effetto della loro trasformazione in creature mostruose. I loro occhi brillano anche al buio, una caratteristica popolare nelle action figures dell'epoca. La macchina del trasduttore di Arcane include persino una figura di Mantid che fa riferimento a un episodio in cui Bayou Jack viene mutato. Alcuni accessori sarebbero stati riutilizzati anche per The Original Battle Trolls di Hasbro nel 1992.
Secondo una fonte di fan online, Kenner investì circa 6 milioni di dollari nella linea di figure di Swamp Thing. La stessa fonte afferma che, secondo Kenner, i risultati dei test effettuati su bambini maschi di età compresa tra i 6 e gli 11 anni mostrarono che erano più popolari sia di G.I. Joe che delle Tartarughe Ninja.
Nella comunità dei collezionisti di giocattoli, si era speculato che Swamp Thing sarebbe stato incluso nella quarta serie non prodotta della Super Powers Collection di Kenner e che il Bio-Glow Swamp Thing potrebbe essere stato basato sul prototipo. Questo a causa della caratteristica del braccio oscillante della figura simile a quella vista nella Super Powers Collection. Tali voci sono state smentite dalla scoperta di nuove informazioni riguardanti la quarta e quinta serie proposta della Super Powers Collection.

### Serie 1 (1990)
- Bio-Glow Swamp Thing
- Camouflage Swamp Thing
- Capture Swamp Thing
- Snap Up Swamp Thing
- Snare Arm Swamp Thing
- Bayou Jack
- Tomahawk
- Anton Arcane
- Dr. Deemo
- Skinman
- Weed Killer

### Veicoli e set di gioco (1990)
- Bayou Blaster
- Bog Rover
- Marsh Buggy
- Swamp Trap
- Transducer (con figura di Mantid)

### Serie 2 (1991)
- Climbing Swamp Thing

## Videogiochi e altri merchandise
Un videogioco di Swamp Thing fu sviluppato per il NES e il Game Boy. Entrambe le versioni furono pubblicate da THQ nel dicembre 1992 e furono accolte generalmente con recensioni negative. Inoltre, fu realizzato un gioco portatile da Tiger.
In connessione con la serie animata, vari articoli di merchandise di Swamp Thing furono prodotti nel 1991. Questo includeva un kit di pittura per numeri, un gioco da tavolo "Battle for the Bayou", una maglietta, pantofole per bambini, un sacco bop, tre temperamatite e gessetti figurativi che somigliavano a Swamp Thing. Forse per evitare che i consumatori confondessero i gessetti con caramelle, l'etichetta dei gessetti è particolarmente curiosa con un testo sopra la piccola figura che recita "I'm Chalk!" Molte delle confezioni del merchandise di Swamp Thing presentavano il lavoro dell'artista di fumetti Alfredo Alcala.